# Jugador más valioso de la final de la Liga Venezolana de Béisbol Profesional
El premio de Jugador Más Valioso de la Final (MVF), también conocido como Premio Robert Pérez, se le da al jugador que más impacto ha tenido en el rendimiento de su equipo en la final. El premio fue presentado por primera vez durante la temporada 1998-99, ganándolo en esa ocasión el lanzador estadounidense Mike Romano de los Cardenales de Lara.
El trofeo al jugador más valioso de la final, presentado por Maltín Polar, se empezó a otorgar en la temporada 1998-1999, por iniciativa de Line Up Internacional, con el aval de la LVBP, pero en la zafra 2014-2015 cambió su nombre para conmemorar la grandiosa carrera de Robert Pérez en series decisivas en las que promedió .282 (241-68) con 39 anotadas, 16 dobles, 11 jonrones, 17 remolcadas y 117 bases alcanzadas en 63 compromisos siendo líder vitalicio de cada uno de estos departamentos al momento de su retiro, además participó en 10 finales en las que ganó cinco títulos.
Los miembros de los Tigres de Aragua han ganado el mayor número de premios de cualquier franquicia (con 7), seguidos por los miembros de los Cardenales de Lara (con 4).

## Ganadores
| Año | Enlace al artículo de la temporada correspondiente de la Liga Venezolana de Béisbol Profesional |

| Año     | Jugador            | Equipo                    | Pos.               |
| ------- | ------------------ | ------------------------- | ------------------ |
| 1998-99 | Mike Romano        | Cardenales de Lara        | P                  |
| 1999-00 | Jolbert Cabrera    | Águilas del Zulia         | SS                 |
| 2000-01 | Miguel Cairo       | Cardenales de Lara        | IF                 |
| 2001-02 | Robert Pérez       | Navegantes del Magallanes | OF                 |
| 2002-03 | No hubo escogencia | No hubo escogencia        | No hubo escogencia |
| 2003-04 | Mike Romano        | Tigres de Aragua          | P                  |
| 2004-05 | Eddy Díaz          | Tigres de Aragua          | IF                 |
| 2005-06 | Carlos Guillén     | Leones del Caracas        | SS                 |
| 2006-07 | Álex Romero        | Tigres de Aragua          | OF                 |
| 2007-08 | José Santiago      | Tigres de Aragua          | P                  |
| 2008-09 | René Reyes         | Tigres de Aragua          | OF                 |
| 2009-10 | Gregor Blanco      | Leones del Caracas        | OF                 |
| 2010-11 | Luis Jiménez       | Caribes de Anzoátegui     | 1B                 |
| 2011-12 | Yusmeiro Petit     | Tigres de Aragua          | P                  |
| 2012-13 | Pablo Sandoval     | Navegantes del Magallanes | C                  |
| 2013-14 | Ramón Hernández    | Navegantes del Magallanes | C                  |
| 2014-15 | Félix Pérez        | Caribes de Anzoátegui     | OF                 |
| 2015-16 | Alfredo Marte      | Tigres de Aragua          | OF                 |
| 2016-17 | José Pirela        | Águilas del Zulia         | OF                 |
| 2017-18 | Luis Jiménez       | Caribes de Anzoátegui     | DH                 |
| 2018-19 | Juniel Querecuto   | Cardenales de Lara        | IF                 |
| 2019-20 | Yordanys Linares   | Cardenales de Lara        | OF                 |
| 2020-21 | Luis Sardiñas      | Caribes de Anzoátegui     | SS                 |
| 2021-22 | Cade Gotta         | Navegantes del Magallanes | OF                 |
| 2022-23 | Isaías Tejeda      | Leones del Caracas        | 1B                 |
| 2023-24 | Ricardo Pinto      | Tiburones de La Guaira    | P                  |
| 2024-25 | Ildemaro Vargas    | Cardenales de Lara        | 3B                 |